# Félicien Mwanama Galumbulula
Félicien Mwanama Galumbulula (Tshibala, República Democrática do Congo, 26 de outubro de 1960) é um clérigo congolês e bispo católico romano de Luiza.
Félicien Mwanama Galumbulula estudou primeiro no seminário de Kabwe e depois em Fano. Recebeu o sacramento da ordenação em 9 de agosto de 1987. Até 1992 atuou na formação sacerdotal em Luiza e Tschilomba.
A partir de 1992 estudou na Pontifícia Universidade Gregoriana e recebeu seu doutorado em missiologia. Em seguida, estudou direito canônico na Pontifícia Universidade Lateranense, onde obteve seu doutorado em 2002. Durante este tempo também trabalhou na pastoral e como vice-chanceler da diocese de Rieti.
Após o seu regresso ao Congo, foi professor visitante na Universidade Católica de Bukavu e depois lecionou no seminário de Malole-Kananga, do qual foi reitor de 2004 a 2006, e desde 2005 no Instituto Missionário Africano de Kinshasa.
Desde 2006 é secretário para os assuntos jurídicos da Conferência Episcopal Congolesa, da qual é secretário-geral desde 2008.
O Papa Francisco o nomeou Bispo de Luiza em 3 de janeiro de 2014. O Núncio Apostólico no Congo, Dom Adolfo Tito Yllana, ordenou-o bispo em 23 de março do mesmo ano. Os co-consagradores foram o Arcebispo de Kananga, Marcel Madila Basanguka, e seu antecessor como Bispo de Luiza, Léonard Kasanda Lumembu C.I.C.M.